# Museo del Cenacolo di Andrea del Sarto
Il Museo del Cenacolo di Andrea del Sarto si trova a Firenze, accessibile da via di San Salvi. Si tratta del refettorio dell'antico convento annesso alla chiesa di San Salvi.
Dal dicembre 2014 il Ministero per i beni e le attività culturali lo gestisce tramite il Polo museale della Toscana, nel dicembre 2019 divenuto Direzione regionale Musei.

## Storia

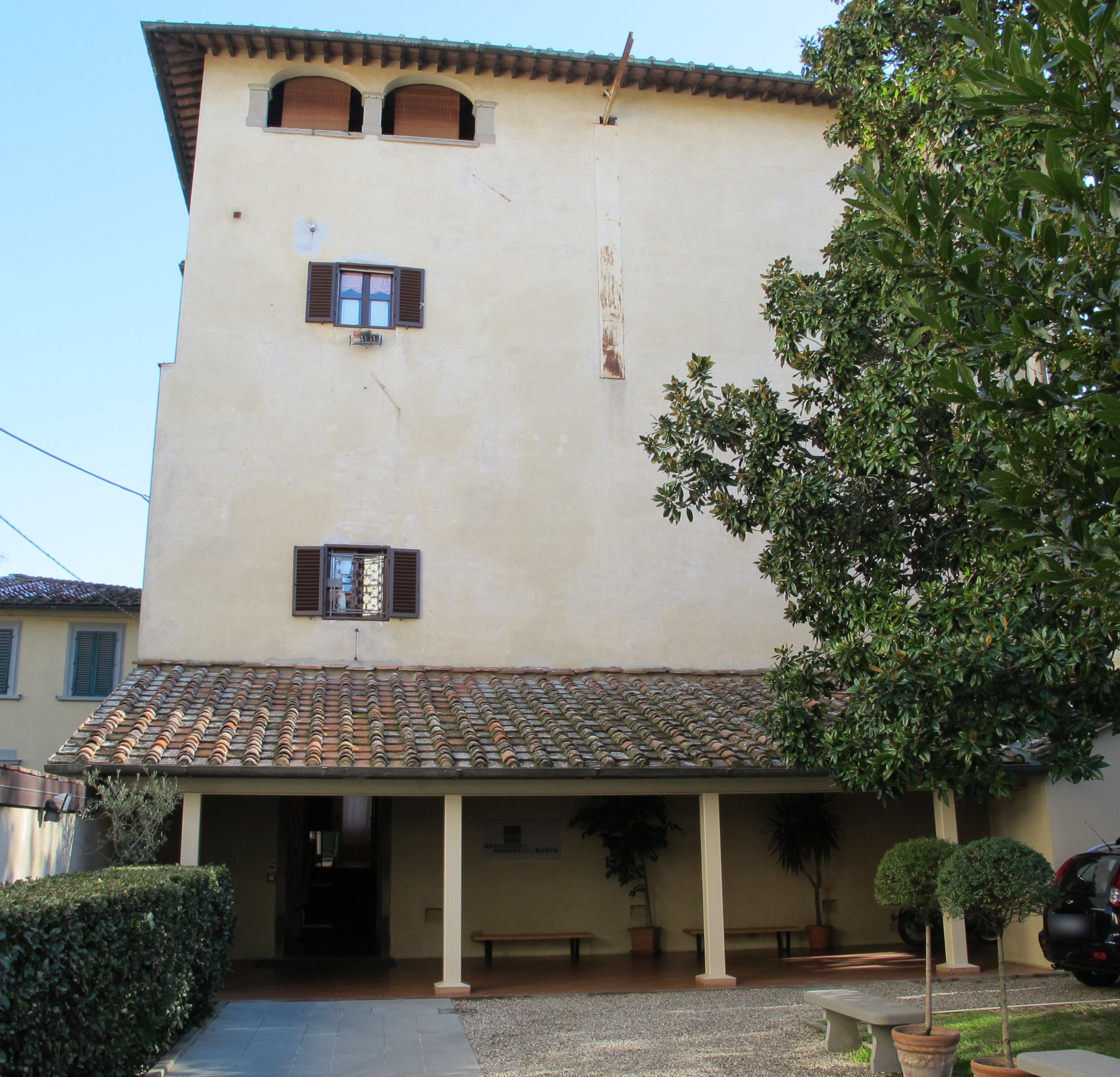
Ingresso

Già nel 1845, in una parte del convento di San Salvi, veniva aperto un museo con opere di provenienza varia raccolte attorno all'affresco di Andrea del Sarto, soprattutto frutto di spoliazioni nelle chiese e nei numerosi monasteri soppressi a Firenze e nei dintorni. Oggi, pur con sostituzioni e riallestimenti, possiamo ammirare il frutto dell'ultima configurazione del museo risalente al 1981.
Il museo si articola su 4 ambienti: la galleria dei manieristi, con al termine una sala dedicata al Monumento funebre di San Giovanni Gualberto di Benedetto da Rovezzano, il lavabo, la stanza del camino (ex-cucina) e il refettorio, nel quale sono conservate le opere più importanti di Andrea del Sarto e di Pontormo, davanti al grande Cenacolo.

## Descrizione

### Il corridoio d'ingresso
Nel lungo corridoio dopo l'entrata sono disposte alcune grandi pale d'altare rinascimentali, manieriste e riformate di pittori toscani, per lo più scelti tra gli artisti che lavoranono anche per la vicina chiesa di San Salvi. Si tratta di opere di notevole impatto visivo valorizzate dall'allestimento che mette a confronto artisti diversi ma con affinità stilistiche. Fra le opere più antiche è la Crocifissione con la Vergine e i santi Giovanni Evangelista, Maddalena, Egidio e Bernardo di Chiaravalle di David Ghirlandaio, del 1489-90 e proveniente dall'Ospedale di Santa Maria Nuova. Fra gli altri artisti presenti figurano il Franciabigio, Giovanni Antonio Sogliani, Michele di Ridolfo, Ridolfo del Ghirlandaio, Francesco Brina, Carlo Portelli, Raffaellino del Garbo, il Poppi, il Ceraiolo, il Bachiacca, Francesco Foschi, Giuliano Bugiardini e altri. Le opere sono state gradualmente restaurate grazie all'Opificio delle Pietre Dure e alcune mostrano i segni di un restauro in corso e da completare.

### La sala della scultura
Nell'ambiente in fondo al corridoio sono esposti i pannelli del Monumento funebre a San Giovanni Gualberto, pregevole opera del 1507-1513 per la Badia di Passignano di Benedetto da Rovezzano, che mostra i segni della brutalità delle truppe che assediarono Firenze: tutte le teste sono infatti state mozzate e asportate come souvenir dai soldati. Nonostante tutto si ammira ancora l'estro artistico, la finezza e la ricchezza di dettagli dell'opera, con alcune scene ambientate in finte stanze dalla resa prospettica di grande maestria. I frammenti sono disposti lungo le pareti.
Fino al riordino della sala del 2018 al centro era presente il calco del Monumento funebre a Ilaria del Carretto di Jacopo della Quercia, donato da Lucca nel 1817 a seguito della restituzione di una lastra del monumento che era qui conservata.

### Il lavabo
Questa era la stanza nella quale i monaci si lavavano le mani, gesto non solo di carattere igienico, ma caratterizzato da un forte richiamo simbolico alla purificazione, prima di entrare nel refettorio dove si consumavano i pasti.
Il lavabo, in pietra serena, è costituito dalla vasca e da alcune decorazioni sovrastanti sempre in pietra, attribuite pure a Benedetto da Rovezzano, con un affresco della Samaritana al Pozzo opera del 1620 attribuito a Cosimo Gamberucci.
In questa sala sono esposte alcune opere immediatamente antecedenti al manierismo, fra le quali spicca un bel San Girolamo penitente di Bartolomeo di Giovanni, collaboratore di fine del Quattrocento del Ghirlandaio e di Botticelli, verso i quali mostra una chiara influenza stilistica, ma in questa tavola in particolare di Filippino Lippi.
I due sportelli di tabernacolo raffiguranti L'angelo e l'annunziata, santa Umiltà, San Giovanni Evangelista, San Nicola e una santa martire sono delle tavole di un artista fiorentino dei primissimi anni del Cinquecento che interpreta il repertorio formale ghirlandaiesco, portate dal convento di San Giovanni delle monache di Faenza, infatti i santi raffigurati hanno un forte legame con l'ordine: Santa Umiltà ne è la fondatrice, San Giovanni Evangelista il protettore e guida.
La Madonna con bambino in trono tra San Francesco, San Zanobi e due donatori inginocchiati, di Raffaellino del Garbo, uno dei maestri di Andrea, è firmata e datata MCCCCC e proviene da Pistoia.
La Madonna allattante è un'opera di Giuliano Bugiardini, aiutante insieme al Del Sarto nella bottega di fra Bartolomeo, seppure meno dotato artisticamente di lui, e influenzata dal Franciabigio per i notevoli contrasti luminosi.
La Madonna col Bambino e due angeli, olio su tavola, è stata riconosciuta da Federico Zeri nel 1959 come una copia, probabilmente eseguita fra il 1515 e il 1520 forse dal Bachiacca, di un originale attribuito a Piero di Cosimo nella Fondazione Giorgio Cini a Venezia. Acquistato dallo Stato nel 1913 fu esposto agli Uffizi donde fu tolto dopo il confronto con la tavola Cini; passato per un certo tempo (1966-73) nel museo di Palazzo Davanzati, esemplifica ora a San Salvi un aspetto della cultura fiorentina del primo e del secondo decennio del Cinquecento, cioè l'avvicinamento al linguaggio di Luca Signorelli con inflessioni nordiche nel momento più leonardesco di Piero di Cosimo. Sempre del Bachiacca la tavoletta con Tobiolo e l'angelo un soggetto spesso scelto come augurio e protezione dai mercanti nei loro viaggi.
Di Giovanni Antonio Sogliani, pittore pure influenzato dallo stile di Fra Bartolomeo, è la Madonna col Bambino e san Giovannino.

### Il Cenacolo di Andrea del Sarto
Il grande affresco dell'Ultima cena è considerato fra i capolavori di Andrea del Sarto e fu realizzato tra il 1520 e il 1525. Si trova sulla parete di fondo del refettorio davanti all'entrata, che occupa in posizione rialzata al di sotto dell'arco della volta
La parte iniziata per prima riguarda le pitture del sottarco che inquadra l'Ultima Cena; su di esso sono dipinti 5 medaglioni con rappresentati partendo da sinistra San Giovanni Gualberto, San Salvi, la Trinità al centro, San Bernardino degli Uberti e San Benedetto.
La scena si svolge nel momento in cui Gesù rivela agli apostoli la certezza del tradimento di uno di loro, con i vari personaggi ritratti in modo da esprimere una gamma di sentimenti che varia dalla sorpresa, allo sconforto, all'angoscia, all'interrogazione reciproca, al dubbio di sé, pur senza arrivare alla drammaticità del Cenacolo di Leonardo da Vinci a Milano, più antico di un ventennio.

### Le altre opere di Andrea del Sarto e di Pontormo
Al lato opposto del refettorio è stato collocato sopra l'entrata un grande affresco con la Fede e Carità di Jacopo Pontormo un tempo collocato all'esterno, sull'arco centrale del loggiato della Santissima Annunziata e oggi piuttosto danneggiato. Altre opere del Pontormo sono una Madonna, dai tipici effetti coloristici del pittore empolese, e qualche altro dipinto minore.
Le opere e le copie di opere (a volte perdute, come gli affreschi di Porta Pinti) di Andrea del Sarto sono invece:
- L'Annunciazione, affresco proveniente da sotto l'arco dello sdrucciolo di Orsanmichele, confluita in passato nel convento di San Marco; in cattivo stato di conservazione(l'unica parte in buono stato è il braccio destro dell'Angelo), fu commissionato da Baccio d'Agnolo, almeno secondo il Vasari, il quale lodò l'affresco definendolo di "maniera molto minuta", secondo la caratteristica tipica dei primissimi anni dell'artista.
- Cristo in pietà, affresco ricordato dal Vasari nel noviziato del convento della Santissima Annunziata, anche se nel 1810 fu portato nella galleria dell'Accademia e vi rimase fino alla formazione della sala di Andrea del Sarto nel museo di San Salvi (1930); la datazione spazia tra il 1514 e il 1525, più probabilmente viene oggi indicata alla fine di questo periodo; nella stesura pittorica, Andrea si ispira all'analogo dipinto di Giovanni Bellini oggi a Stoccolma.
- Il Crocifisso con san Francesco e l'Arcangelo Raffaele con Tobiolo potrebbe essere identificabile con "un quadretto […] in tavola con N.S. in croce, con alti santi a piè, con Cornice d'albero nero miniato d'oro, di mano di Andrea del Sarto" citato nella tribuna degli Uffizi, ma, benché più volte fotografato, il dipinto sembra inedito; dovrebbe essere la prova per una diversa impaginazione del più grande San Leonardo con un donatore, Raffaele e Tobiolo, in alto Dio con la croce oggi a Vienna, ma fino al 1792 agli Uffizi.
- La Madonna di Porta Pinti, copia del tabernacolo che Andrea aveva affrescato intorno al 1521 vicino alla Porta a Pinti e che andò gradualmente in malora, anche se ne rimangono i disegni e una ventina di copie a testimonianza, spesso però infedeli nello sfondo. Entrò in galleria nel 1777 con un'eredità e con l'attribuzione dubitativa all'Empoli, al quale solitamente venivano attribuite le versioni migliori delle numerose copie di questa Madonna; dal 1930 a San Salvi.
- Serie della Visitazione con annuncio a Zaccaria, Nascita del Battista, Battesimo delle moltitudini e Cattura del Battista, oli su tavola sopravvissuti di una serie di sei copie dei celebri monocromi con le storie di san Giovanni Battista di Andrea nel chiostro dello Scalzo; mancano oggi invece la Predicazione e la Decollazione del Battista, disperse; si tratta di opere interpretative, di qualche tardo manierista fiorentino di buon livello; la Visitazione nel 1925 fu invita dal Ministero degli Esteri all'Ambasciata italiana di Washington, da dove rientrò nel 1972 incurvata e con numerose cadute di colore; il Battesimo fu esposto fino al 1977 nella villa medicea di Poggio a Caiano.
- Due episodi della parabola della vigna, tele riconosciute come copie degli affreschi monocromi di Andrea, uno dei quali documentato da una vecchia foto e di cui si era conservato un frammento e così acquistate dall'ufficio esportazione nel 1930; il primo dei due affreschi (1512) andò distrutto nel 1724 mentre del secondo nel 1870 si salvò solo il presente frammento; antiche, ma di mediocre livello, le tele hanno un valore più che altro documentario.

### La stanza del camino
Nella sala adiacente al lavabo, la cucina, è rilevante l'imponente camino, e le opere esposte sono tavole che risalgono al Cinquecento.
La Madonna col Bambino e i Santi Giovanni Gualberto e Bernardo degli Uberti proviene da una villa vicino a Vallombrosa. Nessun documento o iscrizione ce ne rileva l'autore, anche se in molte parti si avvicina tanto al fare di Andrea del Sarto da sospettare che sia copia di qualche suo dipinto, anche se piuttosto che attribuire a caso l'opera a qualche suo allievo, è stata assegnata alla sua scuola per non lasciare sospetti sulle indagini per scoprire l'autore.
Il Cristo portacroce è di Fra Bartolomeo, pure legato allo stile del Franciabigio, con il quale in particolare divise la bottega.
Tra le opere più importanti di Franciabigio si segnalano la Natività (1510) e le pale per la chiesa di San Giobbe (1516).
Dal 2017 vi sono inoltre raccolte tre lunette di Plautilla Nelli, monaca domenicana fiorentina considerata una delle prime pittrici note della storia.